# Oneida-gemeenschap

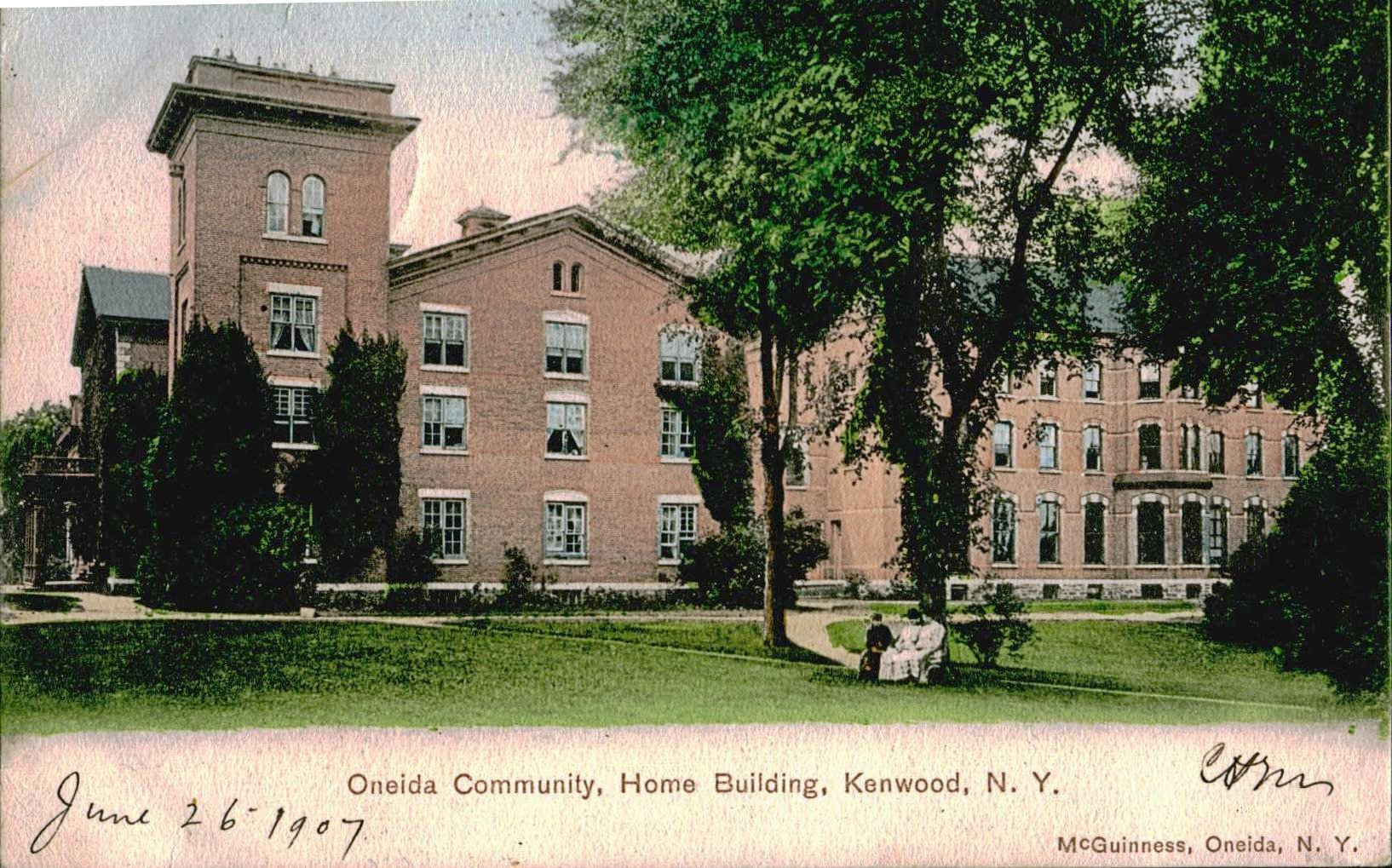
gemeenschapshuis nabij Oneida

De Oneida-gemeenschap (Engels: Oneida Community) was een perfectionistische religieuze gemeenschap gesticht door John Humphrey Noyes en diens volgelingen in 1848 nabij Oneida, New York. De gemeenschap geloofde dat Jezus van Nazareth al in 70 n.C. teruggekeerd was, wat hen in staat stelde om eigenhandig diens duizendjarig koninkrijk tot stand te brengen en zelf vrij van zonde en perfect te zijn in deze wereld, niet slechts in de hemel (een geloof genaamd perfectionisme). De Oneida-gemeenschap praktiseerde communalisme (in de zin van gemeenschappelijk bezit), groepshuwelijk, coitus reservatus en onderlinge kritiek.
De moordenaar van president James Garfield, Charles J. Guiteau, bracht enige tijd bij de Oneida-gemeenschap door voordat deze hem eruit zette wegens mentale instabiliteit.
De oorspronkelijke 87 leden van de gemeenschap waren in februari 1850 uitgegroeid tot 172, in 1852 tot 208, en 1878 tot 306. Tevens waren er kleinere 'Noyesiaanse' gemeenschappen in Wallingford, Connecticut; Newark, New Jersey; Putney en Cambridge, Vermont. In 1854 werden deze takken opgeheven, op de Wallingford-gemeenschap na, die nog actief was tot het verwoest werd door een tornado in 1878. De Oneida-gemeenschap zelf viel uit elkaar in 1881 en werd omgevormd tot een naamloze vennootschap. Uiteindelijk zou dit uitgroeien tot het zilverwarenbedrijf Oneida Limited.
- International Standard Name Identifier: 0000 0001 0124 5593
- Library of Congress Control Number: n79046409
- Nationale Bibliotheek van Israël: 987007465464605171
- Système universitaire de documentation: 027608670
- Virtual International Authority File: 150693694